# Цзя Яньвэнь, Матфей
Матфей Цзя Яньвэнь (17 января 1925 год, Китай — 22 августа 2017) — католический прелат, первый епископ Цзяи с 21 мая 1970 года по 14 декабря 1974 год, епископ Хауляня с 14 декабря 1974 года по 15 ноября 1978 год , архиепископ Тайбэя с 15 ноября 1978 года по 11 февраля 1989 год.

## Биография
15 июля 1951 года был рукоположён в священники.
16 января 1970 года Римский папа Павел VI назначил Матфея Цзя Яньвэня епископом Цзяи. 16 июля 1970 года состоялось рукоположение Матфея Цзя Яньвэня, которое совершил кардинал Павел Юй Бинь в сослужении с архиепископом Тайбэя Станиславом Ло Гуаном и титулярным епископом Саламиса Иосифом Го Жоши.
14 декабря 1974 года был назначен епископом Хуаляня. 15 ноября 1978 года Римский папа Павел VI назначил его архиепископом Тайбэя.
11 февраля 1989 года вышел на пенсию.